# Dungra
Dungra là một thị trấn thống kê (census town) của quận Valsad thuộc bang Gujarat, Ấn Độ.

## Nhân khẩu
Theo điều tra dân số năm 2001 của Ấn Độ, Dungra có dân số 24.522 người. Phái nam chiếm 62% tổng số dân và phái nữ chiếm 38%. Dungra có tỷ lệ 73% biết đọc biết viết, cao hơn tỷ lệ trung bình toàn quốc là 59,5%: tỷ lệ cho phái nam là 80%, và tỷ lệ cho phái nữ là 63%. Tại Dungra, 16% dân số nhỏ hơn 6 tuổi.